# Dendromus oreas
Dendromus oreas és una espècie de mamífer rosegador de la família dels nesòmids. És endèmic de les muntanyes de l'oest del Camerun, on viu a altituds d'entre 850 i 4.000 msnm. El seu hàbitat natural són les sabanes montanes. En el futur podria estar amenaçat pel canvi climàtic i el pasturatge. El seu nom específic, oreas, significa ‘muntanya’ en llatí.